# Château de Preisch
Le château fort Sainte-Madeleine, dit château de Preisch, est un château du début du XVIIe siècle avec des éléments féodaux subsistants, situé sur la commune de Basse-Rentgen dans le département de la Moselle en France.

## Historique
Un premier château, féodal, fut construit au domaine de Preisch par Albert de Pris en 1122. Les bases de quatre tours de la première enceinte et les douves subsistent. Appartient successivement aux Preisch mentionnés dès 1122, aux Ottange à partir de 1443, à Gérard de Gulch en 1500. Ce château sera détruit en 1680.
Le château était désormais la propriété des Mérode (après moult polémiques et mariages), après avoir été possédé par la famille de Rodemack. Le corps de logis est du premier quart du XVIIe siècle, construit pour Marguerite de Mérode-Houffalize et Conrad de Soetern, dont les monogrammes C S M ornent d'ailleurs toujours l'édifice. 
Devient la propriété successivement des Salles, en 1644, des Rahier en 1685, des Salles à nouveau en 1753. François Lasalle fait repercer les baies du château entre 1764 et 1789 et construit la chapelle Sainte-Madeleine. Les pavillons à l'entrée du domaine sont de la première moitié du XIXe siècle, construits pour Jacques de Milleret, et propriétaire du château de 1812 à 1832, qui a également aménagé un parc à l'anglaise autour du château. Sa fille, en religion, Mère Marie-Eugénie de Jésus, canonisée en 2007, y passera ses vacances scolaires. 

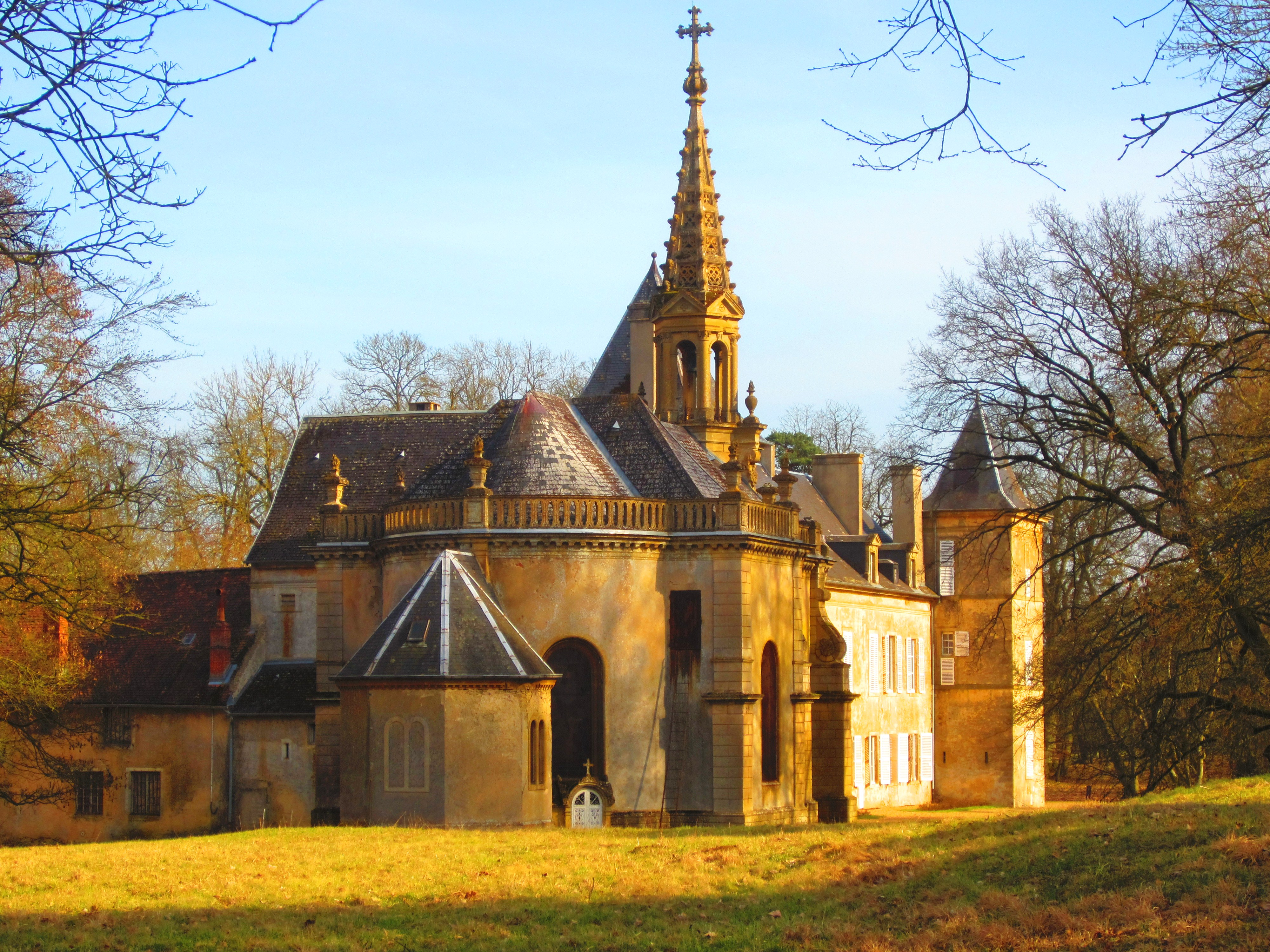
Chapelle castrale.

Ce parc, de 106 hectares, est entouré d'un haut mur long de sept kilomètres, datant de l'époque de Napoléon Ier, et s'étendant jusqu'à la frontière franco-luxembourgeoise. Il est longé par la voie romaine Metz-Trèves. Une distillerie, une huilerie, une brasserie ainsi qu'un moulin sont construits de sorte que le château devienne véritablement le centre du hameau.
En 2010, 50 hectares demeurent autour du château de Preisch, entretenus par les moutons Hampshire et mis à disposition des visiteurs, promeneurs et pique-niqueurs.

## Protection
Le château est inscrit au titre des Monuments historiques par arrêté du 24 juillet 1986 pour sa motte féodale, les façades et toitures du château (ainsi que l'escalier droit à l'intérieur), du pigeonnier et des pavillons d'entrée. La chapelle et la croix seigneuriale sont classées au titre des Monuments historiques par arrêté du 10 mai 1995.